# Apaches (film, 1977)
Pour les articles homonymes, voir Apache.
Pour plus de détails, voir Fiche technique et Distribution.
Apaches est un court-métrage britannique réalisé par John Mackenzie en 1977. Conçu comme message d'intérêt public, il a été produit par le Central Office of Information (COI, français : Bureau central d'information). Le film était diffusé principalement dans des écoles primaires dans quelques régions rurales du Royaume-Uni, mais il a aussi été diffusé au Canada, en Australie et aux États-Unis. Le but de Apaches était d'informer les enfants des dangers encourus sur les fermes.

## Synopsis
Le film, narré par le jeune Danny, se déroule dans un petit village rural en Angleterre. Danny et ses cinq amis (Michael, Sharon, Kim, Tom et Robert) jouent sur une ferme pendant que leurs parents se préparent pour une fête. Ensuite, le fermier approche avec son tracteur. Kim monte sur la remorque, et ses amis la poursuivent. Lorsque le tracteur tourne, elle tombe de la remorque et se fait écraser. La maîtresse à l'école enlève l'étiquette de Kim d'un crochet.
Malgré la mort tragique de leur amie, les enfants décident de jouer encore une fois dans les champs pendant que leurs parents vont à la fête. Tom se cache de Danny en se posant sur une clôture, mais il perd son équilibre et tombe dans un fossé rempli de boue. Il appelle à l'aide, mais personne ne l'entend, et il finit par se noyer dans la boue. La maîtresse vide ensuite le pupitre de Tom.
Les adultes laissent jouer les enfants, encore sans supervision. Après avoir joué aux Amérindiens, les enfants entrent dans une cabane et découvrent une bouteille sans étiquette qui, à leur insu, contient du paraquat, un herbicide extrêmement toxique pour les humains même à faible dose. Danny propose qu'ils boivent ce liquide inconnu, mais Michael dit que ce pourrait être du poison. Après une discussion brève, les enfants décident de faire semblant de boire le liquide. Pourtant, Sharon, par accident, en avale un petit peu. Elle le crache, mais elle devient malade plus tard. Au cœur de la nuit, elle se réveille avec une atroce douleur et commence à appeler sa mère en hurlant et en pleurant. Le paraquat finit par tuer Sharon en détruisant ses organes internes. On voit ensuite sa mère qui vide la chambre de sa fille décédée. Danny dit en voix off qu'il ne comprend pas pourquoi les adultes boivent de l'alcool. Pendant ceci, ses parents boivent du whisky d'une bouteille identique à celle du paraquat.
Pendant que Michael joue avec Robert et Danny, il évite de peu de se faire écraser par un tracteur. Sans faire exprès, il déplace un portail de fer qui tombe sur Robert, provoquant la mort de celui-ci. Ses deux amis, tous les deux stupéfaits, regardent son cadavre.
Encore plus de gens arrivent à la fête. Pendant ce temps-là, Danny s'enfuit et rencontre quelques ouvriers qui font une pause. Il leur demande le permis de s'asseoir sur leur tracteur, et ils le lui donnent en lui disant de faire attention. Danny fait ensuite semblant d'être pilote automobile. Par accident, il met le frein à main et finit par se casser le cou lorsque le tracteur entre en collision. Les parents de Danny font son deuil dans sa chambre vide.
Après l'enterrement de Danny et une bénédiction par le pasteur, la veillée commence. Danny continue de narrer au-delà de la tombe et révèle que la « fête » est, en réalité, sa veillée. On apprend aussi que Michael, le seul survivant des six protagonistes, est le cousin de Danny. À la fin, on voit les noms des enfants réels qui étaient morts d'accidents agricoles en 1976, un an avant le tournage du film.

## Fiche technique
- Titre : Apaches
- Réalisation : John Mackenzie
- Scénario : Neville Smith
- Production : John Arnold et Leon Clore
- Société de production : Central Office of Information
- Société de distribution : British Film Institute
- Pays d'origine :  Royaume-Uni
- Langue : anglais
- Durée : 27 minutes
- Dates de sortie : 
  -  Royaume-Uni : 1977

## Distribution
- Louise O'Hara : Kim
- Robbie Oubridge : Danny
- Ian Scrace : Michael
- Wayne Tapsfield : Robert
- Sharon Smart : Sharon
- Fion Smith : Tom